# Каллауры
Калла́уры (бел. Калавур, Kałavur, пол. Kałłaur) — шляхетский род Великого княжества Литовского герба Остоя. Восходит к XVI веку и внесён в VI часть родословной книги Минской губернии.

## Происхождение
Согласно одной из версий, род Каллауров получил своё название от замка Калаур. В 1410 году Ягайло пожаловал Ничко Караульскому земли в Подолье. Историк Януш Куртыка предполагает, что Ничко Караульский выполнял административные функции в замке. Под 1411 годом польский хронист Ян Длугош (1415–1480) упоминает Калаур среди мест, посещённых Ягайло. Калаур входил в состав Великого княжества Литовского до второй половины XV века. С XVI века Каллауры начинают занимать государственные должности в Пинском княжестве.
По другой версии, Каллауры — шляхетский род татарского происхождения, осевший в Пинском княжестве. Эта версия была выдвинута историком Романом Горошкевичем (1892–1962) в книге «Список родов шляхты застенковой земли Пинской». Версия основывается на тюркской этимологии слова (тюрк. karaul — стража). Тем не менее, слово «калавур» могло иметь и славянское происхождение.

## История
Пинский боярин и мостовничий Фёдор Ленкович Калаур — один из первых представителей рода, который упоминается в письменных источниках. Дарственная запись Фёдора Ярославича от 1517 г. свидетельствует о выдачи замуж его дочери «з сыней наших» Огренки Калавуровны за Венедикта Фурсовича вместе с 5 дворами в приданое. В 1521 г. Фёдор Калаур заключил договор купли-продажи земли с Арестом Кигирем. Каллауры принимали участие в Переписи войска Великого княжества Литовского в 1528-1567 гг. Фёдор Ленкович и Денис Коревулович явились на Перепись войска ВКЛ в 1528 г. в составе конных бояр. В 1567 г. четыре Каллаура были причислены к коннице Пинского повята: возный Пинского повята Пронко Денисович, Радко Семёнович, Иван и Далмат.
Первое упоминание о родовой вотчине Каллауров, деревне Каллауровичи, относится к 1567 году. В 1767 году в Каллауровичах проживал шляхтич Давид Каллаур. В середине XVIII в. Казимир Каллаур служил ротмистром в Пинске, другой представитель фамилии - Юзеф, служил хорунжим. В середине XIX в. род возглавлял пинскую шляхту. Так, депутатом дворянства от Пинского уезда в 1853 году был избран Пётр Казимирович Каллаур. Представители фамилии поддержали восстание Кастуся Калиновского. В 1863 г. к повстанческому отряду Ромуальда Траугутта присоединился Василий Каллаур. Вероятно, что к восстанию также присоединились учащиеся Пинской гимназии Оттон и Степан Каллауры, которые не явились в учебное заведение в 1863 году, что могло свидетельствовать об их участии в восстании. В 1933 году повстанцам Василию, Семёну Каллаурам и Антону Шоломицкому был установлен памятник в деревне Шоломичи. Восстановлен в 2020 году.
В 1880 году начальником Аулиеатинского уезда Российской империи был назначен один из представителей рода Василий Каллаур, впоследствии известный востоковед и археолог Туркестана.
В период сталинских репрессий 1940-х и 1950-х годов многие представители рода Каллауров подверглись политическим преследованиям. Согласно открытым спискам, репрессиям подверглись 7 человек из Пинской области Белорусской ССР.

## Представители
- Василий Андреевич Каллаур (06.02.1842-ок.1919) — выпускник Константиновского военного училища, подпоручик 3-го Оренбургского линейного батальона (1867), начальник Аулиеатинского уезда, востоковед и археолог.
- Павел Владимирович Каллаур (род. 1962) — председатель правления Национального банка Республики Беларусь.